# Lampridae
Lampridae es una familia peces actinopteygios  conocidos como luna real, gitanilla, o pez chota, comprende un género del que se conocen solamente dos especies, Lampris guttatus, que se encuentra en las aguas tropicales templadas de todo los océanos del mundo, y Lampris immaculatus, que se limita a una distribución circundante al Océano Antártico, con el paralelo 34 °C como su límite norte. Son peces grandes, de colores vivos, que habitan en el piélago
Su captura es normalmente accidental durante la pesca de otras especies, pese a disponer de valor comercial. Es usado como trofeo para algunos pescadores deportivos de profundidades pues su gran talla y forma atractiva se presta bien a la taxidermia. Suelen aparecer como captura accesoria en la pesca del atún con palangre y son preparados como sashimi, así como asado y ahumado. Su carne, aunque fibrosa, tiene un sabor moderado y es apreciada, en especial en Hawái, en donde aumenta el interés de los restaurantes en su introducción al sector alimenticio. En promedio el 35% de su peso corporal es utilizado para el consumo humano.

## Descripción física
Visto de perfil posee una forma casi semejante a un óvalo, presenta una coloración llamativa, caracterizado por su atractivo vientre de un color (azul acero), en los costados está cubierto por gran cantidad de pequeños puntos blancos. Esta combinación de rojo y puntos blancos, que recuerda a un vestido de flamenca, le ha valido la apelación de gitanilla en los puertos españoles. El punto medio y las aletas son de un bermellón brillante, contrastando fuertemente con el cuerpo. También destacan sus grandes ojos los que están rodeados por un con amarillo de oro.
El hocico es acentuado y la boca pequeña, desdentada y terminal. La línea lateral forma un arco alto sobre las aletas pectorales antes de bajar al pedúnculo caudal.
Si se ignora la coloración, se asemeja a los peces de la familia Stromateidae (palometas).